# Adamantina

Vị trí của Adamantina trong bản đồ bang São Paulo

Adamantina là một đô thị ở bang São Paulo, Brasil. Thành phố này được thành lập năm 1948, có dân số (năm 2007) là 33.289 người, diện tích là 411,781 km², mật độ dân số 83,9 người/km², mã số bưu chính 17800-000. Đô thị này nằm ở độ cao 453 m, cách thủ phủ bang São Paulo 593 km. Đô thị này nằm ở khu vực khí hậu. Theo điều tra năm 2000, đô thị này có chỉ số phát triển con người 0,812, tuổi thọ bình quân 71,71 năm, tỷ lệ biết chữ là 90,52%. Kinh tế chủ yếu là công nghiệp và dịch vụ. 9,34% dân số sống bằng nông nghiệp (2000).
Đô thị này giáp các đô thị: Flórida Paulista, Lucélia, Mariápolis và Valparaíso.